# Антропов, Лука Николаевич
Лука Николаевич Антропов (1841—1881) — русский драматический писатель.

## Биография
Родился 18 (30) октября 1841 года.
По окончании в 1863 году юридического факультета Санкт-Петербургского университета, стал сотрудничать в «Библиотеке для чтения», где поместил в 1865 году несколько критических и театральных заметок («Госпожа Брошель», «Повести Н. Дмитриева», «Спектакль любителей с участием г. Васильева», «Современная русская сатирическая журналистика», № 1—3). Затем, Антропов получил место в канцелярии Виленского генерал-губернатора К. П. Кауфмана, исправлял должность делопроизводителя в комитете по делам римско-католической церкви. Со вступлением в должность генерал-губернатора А. Л. Потапова, он покинул службу в Вильне. 
Биографические сведения об Антропове после 1868 года очень скудны: известно только, что в последние годы своей жизни, женатый и имевший детей, он служил смотрителем железнодорожного училища в Либаве. В 1869 году, в «Заре» появлялись «Театральные заметки» Антропова (№ 1, 2 и 5) и напечатан разбор романа Гончарова «Обрыв» (№ 11); в «Московских ведомостях» (1872. — № 9) был помещён разбор повести Тургенева «Вешние воды»; затем в «Русской речи» (1881. — № 4) была напечатана статья Антропова «Русские раскольники и английские диссиденты».
Известность Антропова, как драматического писателя, основывается, главным образом, на 5-актной комедии «Блуждающие огни», литературно написанной и не лишенной сценических эффектов. Эта пьеса была представлена в первый раз в Москве, на сцене Малого театра, 6 декабря 1873 года, в бенефис Г. Я. Федотовой. Весной 1874 года в Петербурге, в этой пьесе с большим успехом дебютировала на столичной сцене в здании Благородного собрания М. Г. Савина, принятая после того в Александринский театр. Второе и последнее из появившихся в Александринском театре произведений Антропова, особенного успеха не имевший — поставленный в 1874 году, драматический эскиз в 4-х действиях «Ванька-Ключник». Кроме этих двух пьес, Антропов написал две комедии в 3-х действиях каждая: «Гордое сердце» и «Очаровательный сон». Комедии эти ставились только на провинциальных клубных и любительских сценах. Все драматические произведения Антропова были опубликованы только в литографированном виде, с цензурными пометами 1877 и 1878 гг.
Умер 14 (26) сентября 1881 года в Москве; похоронен на Ваганьковском кладбище.